# Prochilodus costatus
Prochilodus costatus es una especie de pez de la familia Prochilodontidae en el orden de los Characiformes.

## Morfología
Los machos pueden llegar alcanzar los 42 cm de longitud total.

## Hábitat
Es un pez de agua dulce y de  clima tropical.

## Distribución geográfica
Se encuentran en Sudamérica: es una especie endémica de la  cuenca del río São Francisco, aunque ha sido introducido el río Jequitinhonha (Brasil ).